# Фрідріх IV (ландграф Тюрингії)
Фрідріх IV Миролюбний (нім. Friedrich der Friedfertige, 30 листопада 1384 — 7 травня 1440 року) — 16-й ландграф Тюрингії в 1406—1440 роках. Мав також прізвиська «Простакуватий» (der Einfältige) і «Молодший» (der Jüngere).

## Життєпис
Походив з династії Веттінів. Єдиний син Балтазара I, ландграфа Тюрингії, й Маргарити Гогенцоллерн. Народився 1384 році. 1406 року після смерті батька успадкував ландграфство.
1407 року пошлюбив Ганну, доньку графа Гюнтера XXX фон Шварцбург-Бланкенбург. Невдовзі опинився під впливом дружини і її родичів. Витрачав величезні кошти на утримання свого двору, через що роздавав титули, розпродавав і закладав земельні володіння, зокрема за 15 тис. гульденів продав свої володіння в Мейсенській марці небожам Фрідріху I і Вільгельму III.
1422 року отримав від імператора Сигізмунда Люксембурга замки Штольберг, Шенен, Мілау, Гаттенсдорф, Шпарнберг (на конроді Мейсену та Богемії) в обмін на військову допомогу проти гуситів. 1436 року він розпорядився вигнати з Тюрінгії жидів.
Помер 1440 року. Його володіння успадкували стриєчні небожі Фрідріх II, курфюрст Саксонії, і Вільгельм III, маркграф Мейсену.